# Parti de la démocratie du peuple
Ne doit pas être confondu avec Parti démocratique des peuples, Parti démocratique du peuple (Turquie) ou Parti républicain du peuple (Turquie).
Le Halkın Demokrasi Partisi ou HADEP (Parti de la démocratie du peuple) est un parti politique de Turquie, considéré comme pro-kurde. Fondé le 11 mai 1994, il est dissous par la Cour constitutionnelle turque le 13 mars 2003.

## Histoire
Le parti est fondé le 11 mai 1994. Dans l'espace politique de la Turquie, il prend la succession du Parti du travail du peuple, le HEP.
Après son deuxième congrès, tenu à Ankara le 23 juin 1996, trente délégués sont arrêtés par la police. Parmi eux se trouve notamment le président du parti, Murat Bozlak. Le même soir, trois autres délégués de retour du congrès sont assassinés à l'arme automatique près de Kayseri par des inconnus.
Le HADEP obtient en général de bons résultats aux élections municipales, notamment en 1999, où il gagne les mairies de plus de trente villes du Kurdistan de Turquie. Ces élections ont pourtant eu lieu dans un contexte difficile pour un parti dit « pro-kurde » en raison de l’interdiction de la télévision kurde, de l’interdiction de fêter le nouvel an kurde, Newroz, en mars 1999, et du régime d’exception militaire OHAL dans la région kurde de Turquie. 
En revanche, lors des élections nationales, il ne parvient jamais à dépasser le barrage de 10 %, ce qui l'empêche d'entrer à l’assemblée nationale.
Alors que le HADEP est déjà menacé de dissolution en raison de ses supposés liens avec le Parti des travailleurs du Kurdistan, il décide, en prévision des élections nationales du 3 novembre 2002,  de se présenter sous la bannière du DEHAP (Demokratik Halkin partisi, Parti du peuple démocratique), un parti officiellement créé le 24 octobre 1997, et, parallèlement, de constituer une alliance électorale avec plusieurs petits partis, dont le Parti du travail (EMEP), le Parti de la liberté et de la solidarité (ÖDP) et le Parti socialiste de la démocratie (SDP). Le DEHAP, avec ses alliés, obtient alors 6,22 % des voix. Ce résultat constitue une augmentation de 1,49 % par rapport aux résultats du HADEP lors du scrutin de 1998. Cependant, le barrage des 10 %, nécessaire pour entrer à l'Assemblée nationale turque, est loin d'être atteint.
Le 13 mars 2003, la Cour constitutionnelle interdit le HADEP. Ses dirigeants sont emprisonnés. Son président, Murat Bozlak, est condamné à trois ans de prison.

## Résultats
| Année | Voix      | %    | Rang | Sièges  |
| ----- | --------- | ---- | ---- | ------- |
| 1995  | 1 171 623 | 4,17 | 7e   | 0 / 550 |
| 1999  | 1 482 196 | 4,75 | 7e   | 0 / 550 |